# James Siang'a
James Siang'a (Kenia, 1949-Bungoma, Kenia, 9 de septiembre de 2016) fue un futbolista y entrenador de fútbol de Kenia que jugó en la posición de guardameta.

## Carrera

### Club
Jugó toda su carrera con el Gor Mahia FC de 1963 a 1980, equipo con el que fue campeón nacional en cuatro ocasiones y una copa nacional.

### Selección nacional
Jugó para Kenia en 68 ocasiones de 1963 a 1975 y participó en la Copa Africana de Naciones 1972.

### Entrenador
| Periodo   | Club            |
| --------- | --------------- |
| 1999–2000 | Kenia           |
| 2001–2003 | Simba SC        |
| 2002      | Tanzania        |
| 2003-2004 | Express FC      |
| 2004-2005 | Moro United     |
| 2007      | Mtibwa Sugar FC |
| 2009-2010 | Gor Mahia FC    |

## Logros

### Jugador
- Liga keniana de fútbol (4): 1968, 1974, 1976, 1979
- Copa de Kenia (1): 1976

### Entrenador
- Copa de Clubes de la CECAFA (1): 2002[7]
- Liga tanzana de fútbol (2): 2001, 2003
- Copa Tusker (3): 2001, 2002, 2003
- Tanzania Community Shield (2): 2002, 2003
- Supercopa de Kenia (1): 2009